# Franciszek Czech
Franciszek Czech – polski socjolog, dr hab., adiunkt Instytutu Studiów Międzykulturowych Wydziału Studiów Międzynarodowych i Politycznych Uniwersytetu Jagiellońskiego.

## Życiorys
Absolwent socjologii i politologii na Uniwersytecie Adama Mickiewicza w Poznaniu. 26 lutego 2009 obronił pracę doktorską Wpływ globalizacji na poziom lęku we współczesnych społeczeństwach, następnie uzyskał stopień doktora habilitowanego. Jest zatrudniony na stanowisku adiunkta w Instytucie Studiów Międzykulturowych na Wydziale Studiów Międzynarodowych i Politycznych Uniwersytetu Jagiellońskiego.
Był asystentem Instytutu Studiów Regionalnych Wydziału Studiów Międzynarodowych i Politycznych Uniwersytetu Jagiellońskiego.